# Physoclypeus coquilletti
Physoclypeus coquilletti är en tvåvingeart som först beskrevs av Friedrich Georg Hendel 1908.  Physoclypeus coquilletti ingår i släktet Physoclypeus och familjen lövflugor. Inga underarter finns listade i Catalogue of Life.